# Adam Gabriel
Adam Gabriel (* 28. Mai 2001) ist ein tschechischer Fußballspieler.

## Karriere

### Verein
Nachdem Adam Gabriel in seiner Kindheit für den SK Zbraslav gespielt hatte, ging er 2011 in die Jugend von Sparta Prag über. Dort durchlief er die weiteren U-Mannschaften und wechselte zur Saison 2019/20 in die B-Mannschaft. Sein Debüt für die erste Mannschaft hatte er am 10. August 2021 bei einem CL-Qualifikationsspiel gegen die AS Monaco, das mit einer 1:3-Niederlage endete. Per Einwechselung kam er in der 84. Minute für Tomáš Wiesner ins Spiel. Einige Tage später kam er am 21. August 2021 auch in der Liga bei einem 4:0-Sieg über Hradec Králové zum Einsatz, wo er diesmal zur 85. Minute per Einwechslung für Wiesner zum Einsatz kam. Im Sommer 2022 verließ er Sparta dann erst einmal um sich Hradec Králové, dem Klub, gegen den er zuvor seinen einzigen Ligaeinsatz hatte, anzuschließen. Dort stieg er zum Stammspieler auf und kehrte im August 2023 bereits wieder nach Prag zurück. Sofort wurde er weiter an den FC Midtjylland aus Dänemark verkauft.

### Nationalmannschaft
Nach einem Freundschaftsspiel für die tschechische U19 ist Adam Gabriel seit September 2021 für die U21 aktiv, in der er auch Teil des Kaders bei der Europameisterschaft 2023 war. Nach einer ersten Nominierung im März 2024 kam er am 26. März 2024 bei einem 2:1-Freundschaftsspielsieg über Armenien auch zu seinem Länderspieldebüt für die A-Nationalmannschaft, bei dem er in der Startelf stand und zur zweiten Halbzeit für David Douděra ausgewechselt wurde.

## Privates
Adam Gabriel ist der Sohn des tschechischen Nationalspielers Petr Gabriel.

## Erfolge und Auszeichnungen
FC Midtjylland
- Dänischer Meister: 2024